# Мантелл, Джо
Мантелл, «Джо» Джозеф (англ. Joseph «Joe» Mantell l; 21 декабря 1915, Нью-Йорк — 29 сентября 2010, Лос-Анджелес) — американский актёр.

## Биография
С конца 1940-х годов по 1990 год он занимал роли в более чем 70 фильмов и телевизионных постановках всех жанров.
Родился в семье выходцев из Польше. Во время Второй мировой войны служил в американской армии, после демобилизации изменил своё имя с Джо на Джозеф Мантелл.
Первоначально выступал как театральный актёр. Начал свою кинокарьеру в конце 1940-х годов несколькими ролями статистов для фильмов кампании Columbia Pictures. Дебютировал в 1949 года в роли разносчика газет в криминальной драме Джозефа Х. Льюиса «Сыщик» (The Undercover Man). Затем сыграл несколько ролей в телесериалах. В 1953 году получил более значительную роль друга главного героя в телефильме Делберта Манна «Марти» (1953), который вышел как полнометражный фильм в 1955 году и получила «Золотую пальмовую ветвь» Каннского кинофестиваля и 4 премии «Оскар». Мантелл также был номинирован на эту кинопремию, но её не получил. В 1956 году вновь получил номинацию на «Оскар» за исполнение роли второго плана в телесериале «Железная сторона».
Однако этот успех не отразился на дальнейшей карьере актёра. В 1960—1970-х годах он снимался в ролях второго плана, в том числе в знаменитом фильме Альфреда Хичкока «Птицы». К концу 1980-х годов в его послужном списке были роли в более чем 70 фильмах. Одной из последних киноработ актёра стало участие в фильме Романа Полански «Китайский квартал» с Джеком Николсоном в главной роли. В 1990 году он завершил свою карьеру, сыграв в постановке самого Николсона «Два Джейка».
С 1961 года жил в Калифорнии. Был женат, имел троих детей.
Мантелл умер 29 сентября 2010 года в городе Тарзана, штат Калифорния.